# 山内健治
山内 健治（やまうち けんじ）は、日本の元アマチュア野球選手（捕手）。

## 経歴・人物
青森高校から関東学院大学に進学する。1965年の第14回全日本大学野球選手権大会に出場したが、2回戦で松山商大に敗れた。翌年のドラフト会議で東京オリオンズから3位指名を受けたが、入団を拒否した。神奈川大学野球リーグベストナイン2回。
大学卒業後は川崎トキコに入るがチーム解散により1967年からいすゞ自動車に移籍し、1968年の都市対抗野球から補強選手もあわせて4年連続出場を果たした。インサイドワークも抜群であった。